# Pozo Yutatoma
Pozo Yutatoma är en ort i Mexiko.   Den ligger i kommunen San Pedro Jicayán och delstaten Oaxaca, i den sydöstra delen av landet, 400 km söder om huvudstaden Mexico City. Pozo Yutatoma ligger 404 meter över havet och antalet invånare är 190.
Terrängen runt Pozo Yutatoma är lite kuperad. Runt Pozo Yutatoma är det ganska tätbefolkat, med 111 invånare per kvadratkilometer. Närmaste större samhälle är Santiago Pinotepa Nacional, 13,6 km söder om Pozo Yutatoma. Omgivningarna runt Pozo Yutatoma är en mosaik av jordbruksmark och naturlig växtlighet.